# جيم هاريسون (سياسي)
جيم هاريسون (بالإنجليزية: Jim Harrison)‏ هو سياسي أسترالي، ولد في 12 أكتوبر 1903 في أستراليا، وتوفي في 9 سبتمبر 1976 في أستراليا. حزبياً، نشط في حزب العمال الأسترالي. وقد انتخب عضو مجلس النواب الأسترالي عن دائرة Division of Blaxland ‏ (10 ديسمبر 1949 – 29 سبتمبر 1969).